# Last Dance (chanson d'Avicii)
Pour les articles homonymes, voir Last Dance.
Singles de Avicii
Superlove
(2012) I Could Be the One
(2012)

Last Dance est une chanson instrumentale de musique house du DJ et compositeur suédois Avicii. Le single sort en novembre 2012 et est distribué sous le major Universal. Last Dance est composé et produit par Avicii. Le single se classe en France, en Belgique (Flandre et Wallonie) et en Espagne.

## Classement par pays
| Classement (2012-2013)                  | Meilleure position |
| --------------------------------------- | ------------------ |
| France (SNEP)                           | 40                 |
| France (Club 40)                        | 11                 |
| France (Airplay)                        | 10                 |
| Belgique (Flandre Ultratop 50 Singles)  | 56                 |
| Belgique (Wallonie Ultratop 50 Singles) | 30                 |
| Belgique (Dance chart)                  | 30                 |
| Espagne (PROMUSICAE)                    | 44                 |